# Riva (Boote)

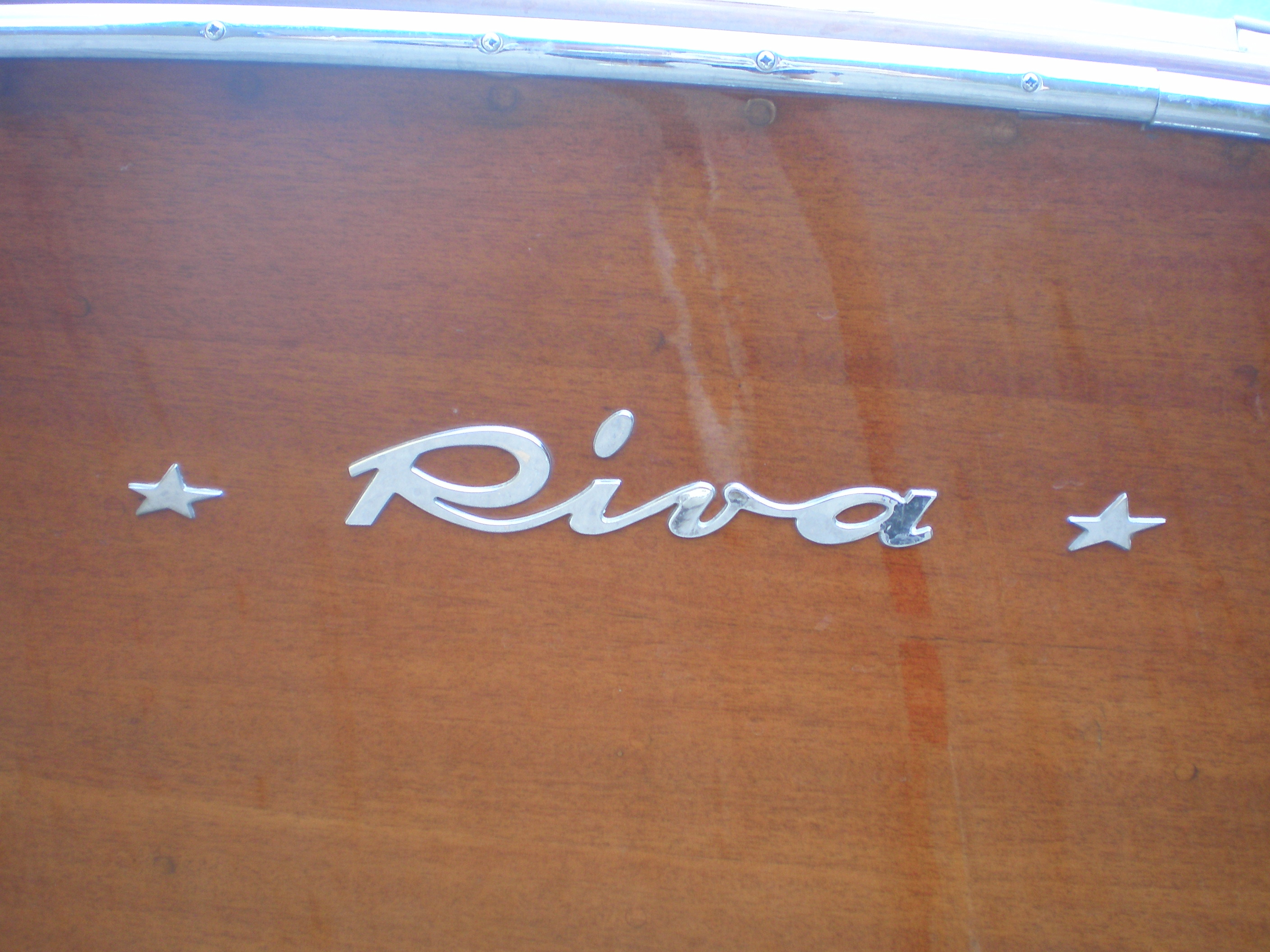
Markenname auf der Bordwand

Riva ist ein italienischer Motorboothersteller: Die Riva-Boote gelten als sehr hochwertig und waren ab den 1950er Jahren ein Symbol für gehobenen Luxus und ausschweifende Lebensfreude; die Runabouts werden deshalb auch als Rolls-Royces der Meere bezeichnet.
Die Riva-Werft wurde 1842 von Pietro Riva in Sarnico am Lago d’Iseo gegründet und von seinem Sohn Ernesto weitergeführt. Dessen Sohn Serafino wiederum baute vor allem Rennboote auf Bestellung; er gewann damit z. B. 1931 und 1932 das Langstreckenrennen Pavia-Venezia. Daneben wurden mit seinen Booten in den 1930er Jahren verschiedene Weltrekorde gefahren.  Serafinos ältester Sohn Carlo übernahm 1949 im Alter von 27 Jahren die Werft und entwarf und baute seine Boote in Anlehnung an die offenen amerikanischen Chris-Craft-Motorboote.
Bei klassischen Riva-Booten besteht der elegante Bootskörper aus Holz mit fugenloser, tiefroter Mahagonibeplankung. Starke Innenborder mit durchdringend tiefem Geräusch treiben die Boote an: Sie sind typischerweise mit ein oder zwei V8-Motoren ausgerüstet.
Viel Chrom, Panoramascheibe, ein klassisches Armaturenbrett mit weißem Steuerrad, weiße Ledersessel und dahinter eine gepolsterte Liegefläche sowie ein schlank auslaufendes Heck sind klassische Designmerkmale. Die Tanks fassen zwischen 100 und 480 Liter Treibstoff. Ferruccio Lamborghini beauftragte ein Boot mit zwei V12-Motoren; dies ist ein Einzelstück.
Die Liste der Rivabesitzenden liest sich dabei wie ein Who is Who der Jetset-Szene der 1950er bis 1970er Jahre: Brigitte Bardot, Sean Connery, Sophia Loren, Richard Burton, Gunter Sachs.
Man schätzt, dass etwa 4000 Rivaboote gebaut wurden und dass rund die Hälfte heute noch existiert (vergleiche Weblink Modellbezeichnungen und Spezifikationen der Riva-Vollholz-Boote von 1950–1996). Gepflegte Boote werden dabei wie hochwertige Oldtimer-Automobile zu Preisen deutlich über 100.000 Euro gehandelt.
1969 verkaufte Carlo Riva die Werft an die amerikanische Whittaker Corporation und Riva begann mit der Herstellung von Booten aus Fiberglas. In diese Zeit fällt die bis 1972 hergestellte Riva Junior: Ihr Rumpf aus Mahagoni ist weiß lackiert und nähert sich damit optisch an die Fiberglasboote an.
In den 1990er Jahren wurde Riva dann von der Fa. Vickers übernommen.
Seit dem Jahr 2000 ist Riva eine Tochtergesellschaft der italienischen Yachtwerft Ferretti, die unter dieser Bezeichnung ein Programm an sportlichen Motorbooten unterschiedlicher Größe und modernen Designs anbietet – allerdings nicht mehr aus Holz.

## Galerie

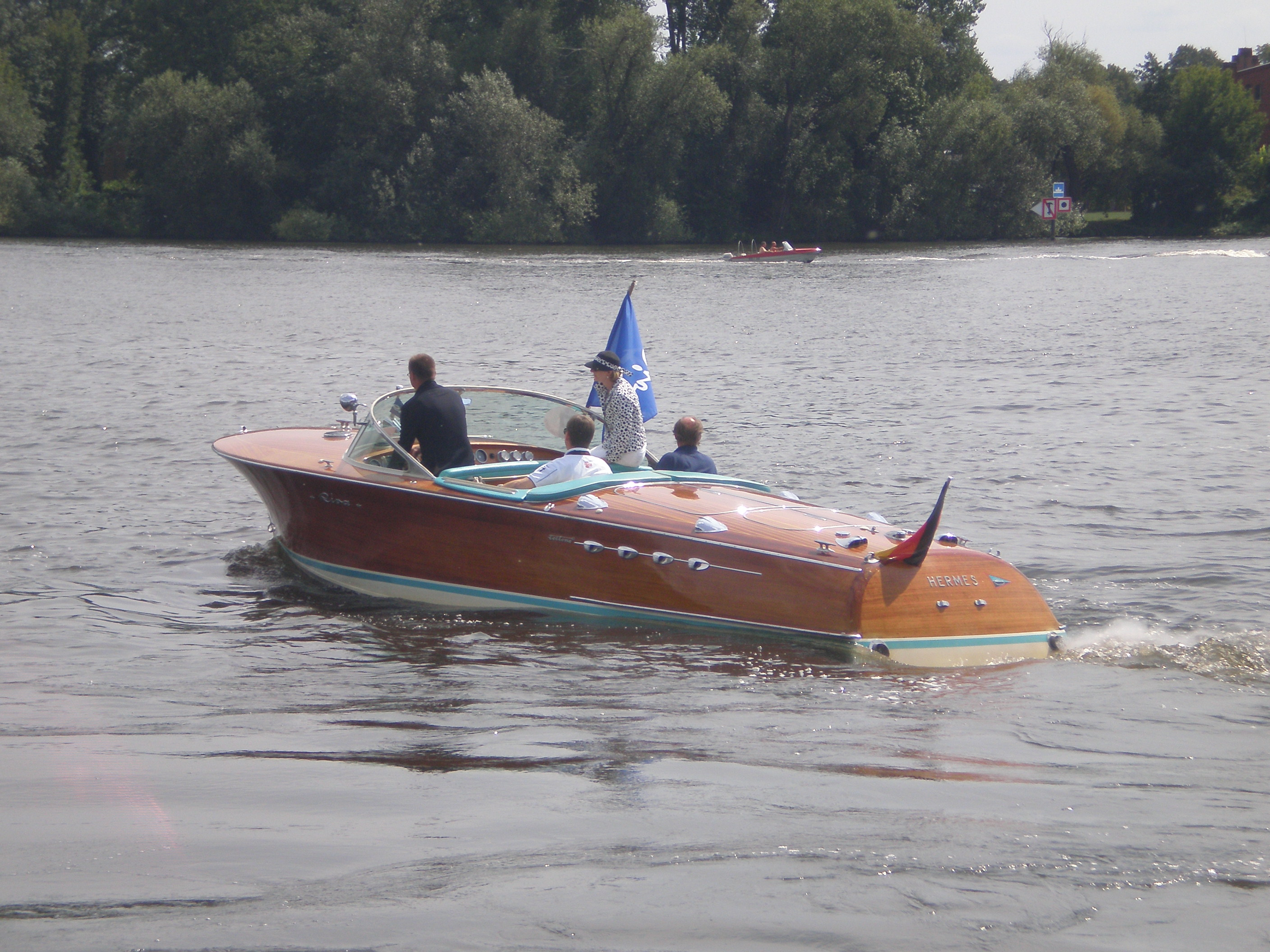
Riva Tritone, 1950–1966
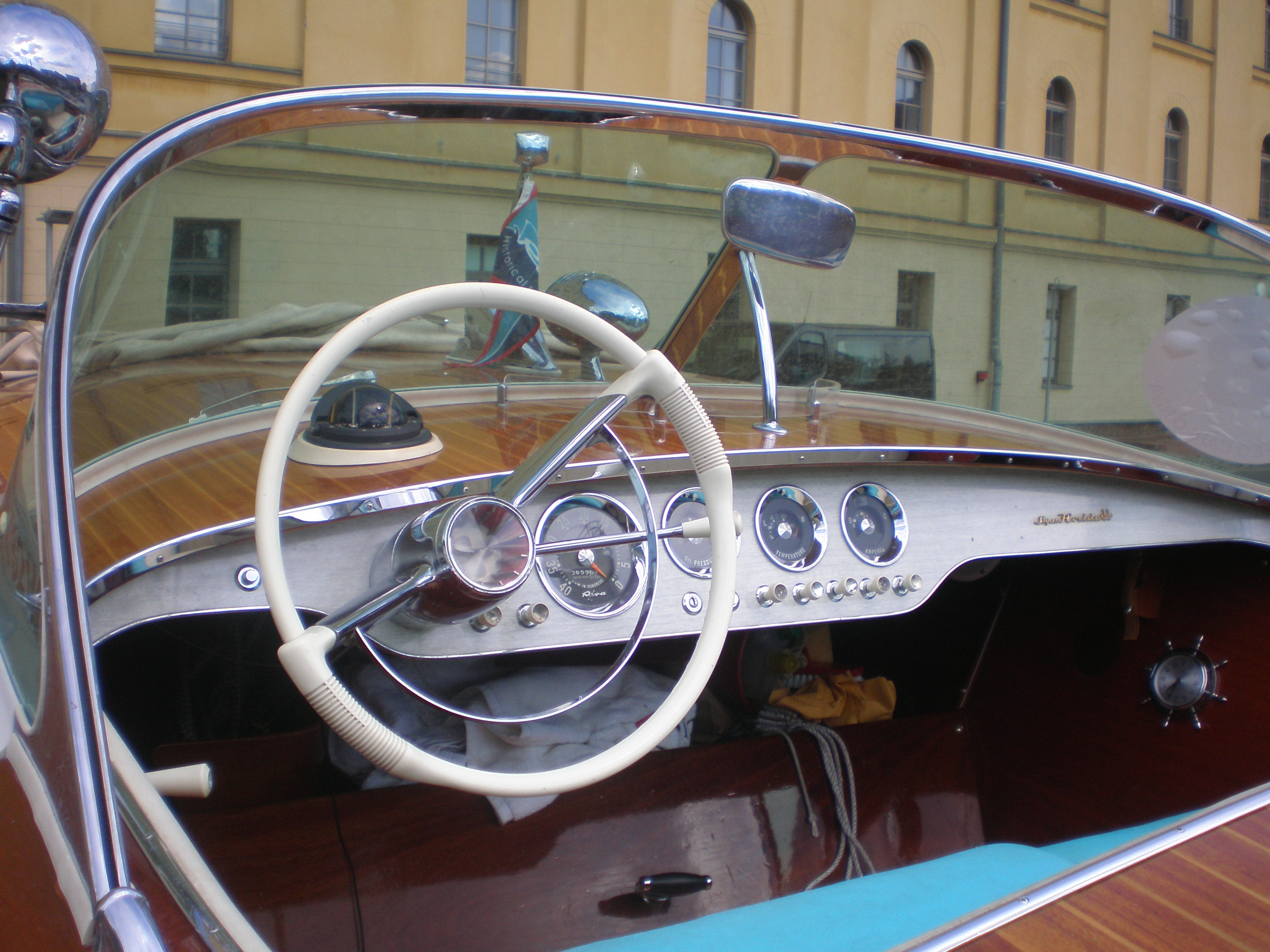
Cockpit einer Riva Super Florida, 1953–1968
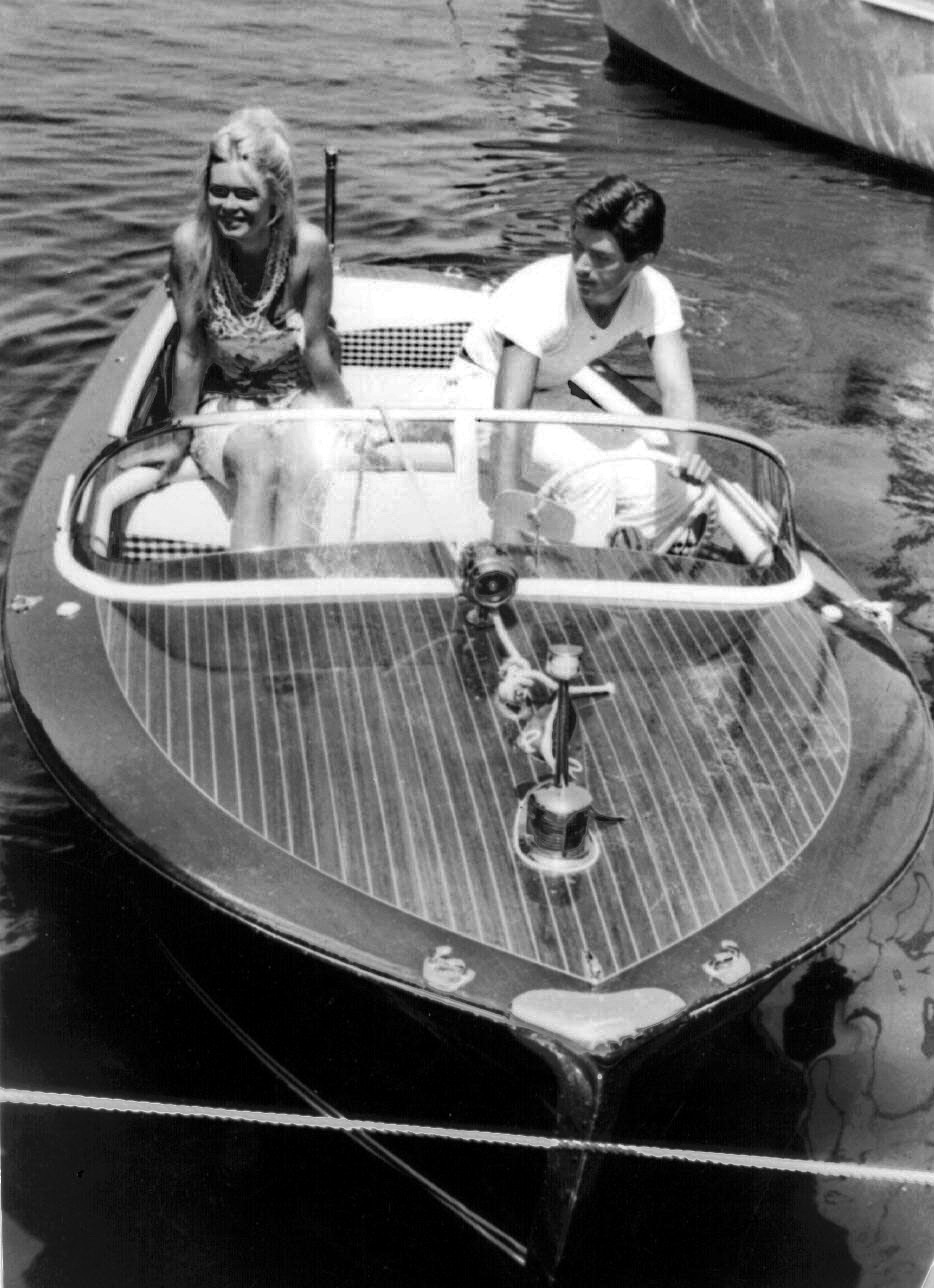
Brigitte Bardot in einer Riva (1963)
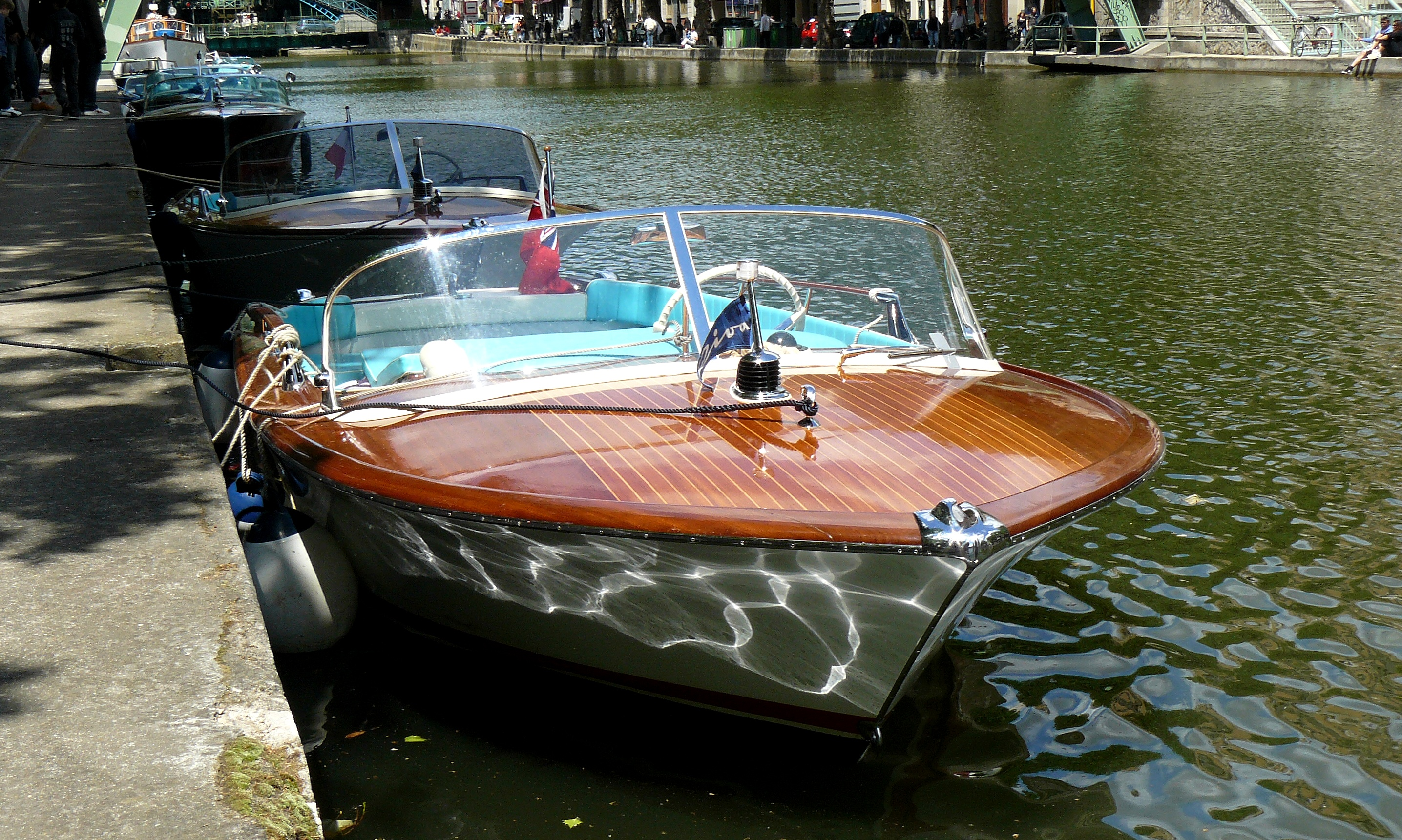
Riva Junior, 1966–1972
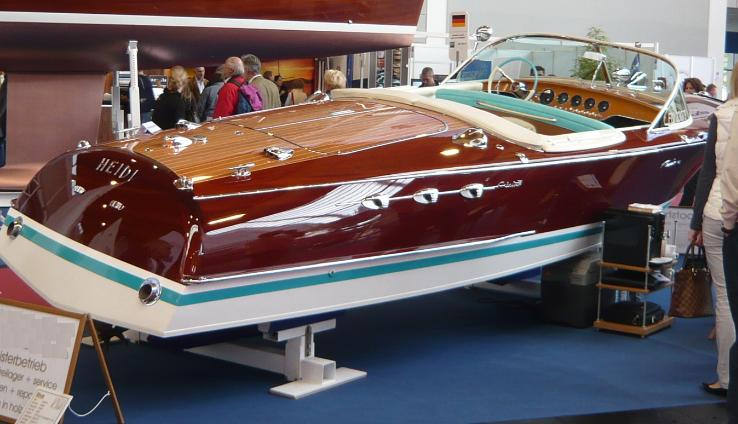
Riva Ariston #889 Serie III
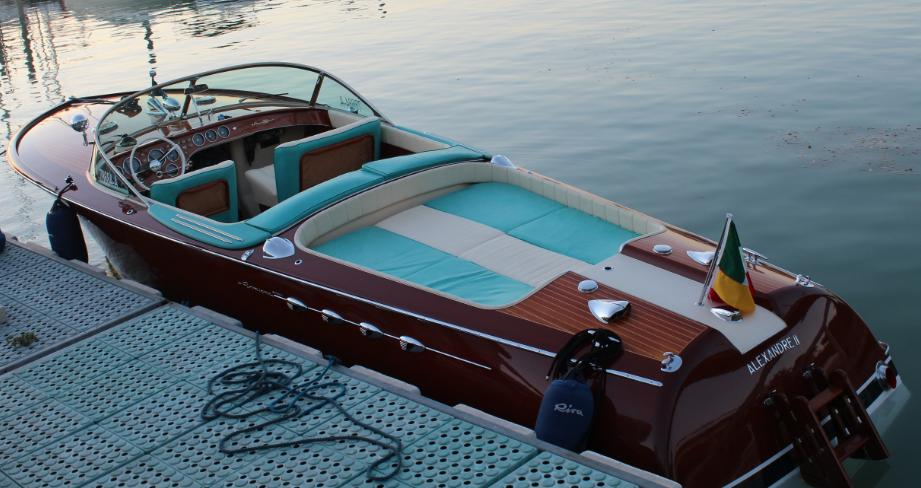
Riva Super Aquarama #217 Serie II
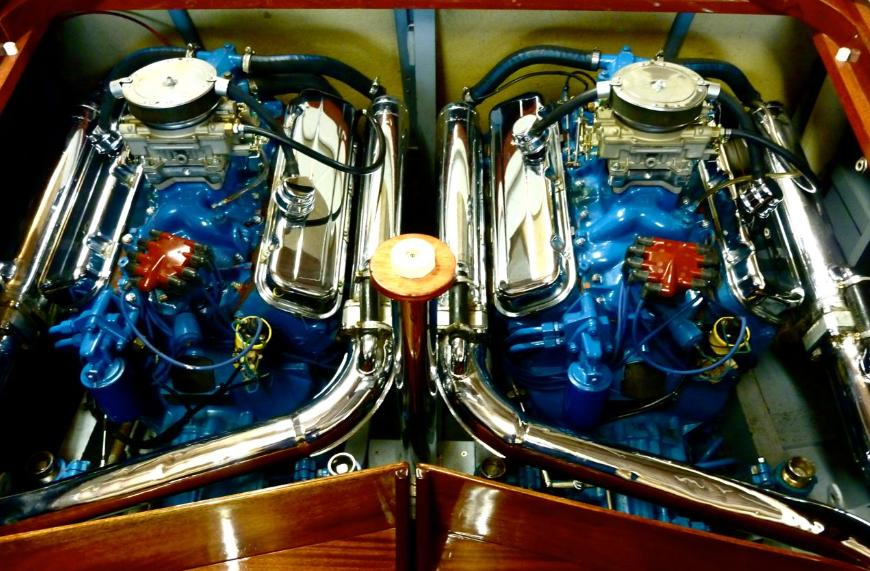
Motoren Riva Super Aquarama #217, 2× V8 mit 7,0 Liter Hubraum und 320 PS
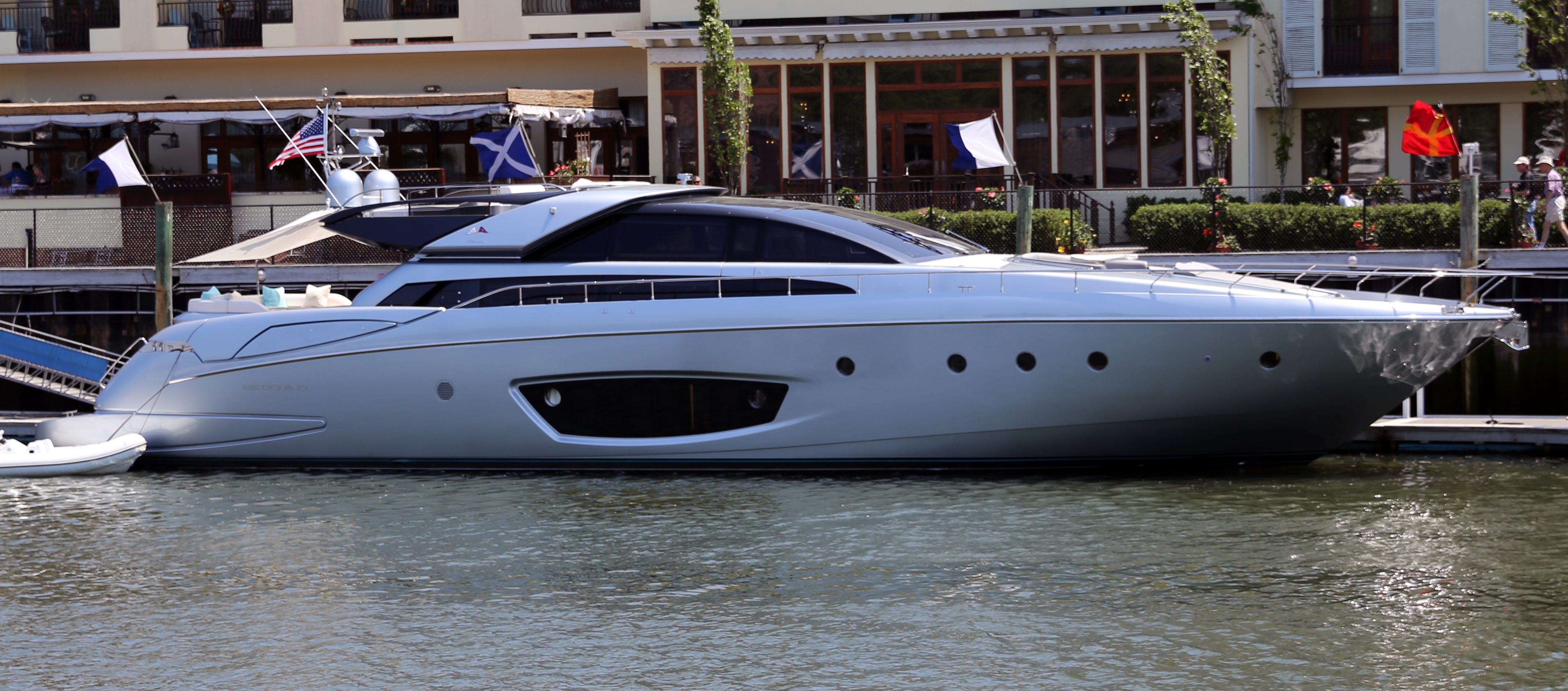
Riva Domino 86′